# Alchemilla glyphodonta
Alchemilla glyphodonta es una especie de planta del género Alchemilla, perteneciente a la familia Rosaceae.

## Taxonomía
Alchemilla glyphodonta fue descrita por Serguéi Yuzepchuk en 1954.

## Distribución
Se encuentra en el territorio central de la parte europea de Rusia.